# أليكسي بروسيلوف
ألكسي ألكسييڤيتش بروسيلوف (الروسية: Алексе́й Алексе́евич Бруси́лов) جنرال روسي اشتهر بتطويره تكتيكات جديدة للهجوم، اُستخدمت في هجوم بروسيلوف الذي حمل اسمه عام 1916. التكتيك المبدع والناجح نسبياً نقلها الألمان لاحقاً.

## السيرة
ألكسي ألكسييفيتش بروسيلوف Alexey Alexeyevich Brusilov جنرال روسي ولد في مدينة تبليسي لأسرة عسكرية. تخرج في معهد باجيسكي العسكري سنة 1872 وخدم حتى عام 1881 في القوقاز حيث شارك في الحرب الروسية ـ التركية (1877- 1878).
التحق بمدرسة الضباط الفرسان سنة 1883 وظل فيها حتى سنة 1906 مدرباً ثم مديراً. وانتقل بعدها إلى القوات العاملة قائداً لفرقة الفرسان الثانية حتى سنة 1909 ثم قائداً للفيلق الثاني عشر حتى سنة 1912 ثم معاوناً لقائد قوات منطقة وارسو العسكرية حتى سنة 1913.
مع بداية الحرب العالمية الأولى سنة 1914 تسلم بروسيلوف قيادة الجيش الثامن الروسي، واجتاز على رأس هذا الجيش جبال الكربات. وبدءاً من آذار 1916 تسلم قيادة الجبهة الجنوبية الغربية المعوَّل عليها في التصدي للجبهة النمساوية ـ الألمانية. ولبراعته في قيادة هذه الجبهة عُدَّ بروسيلوف من أكبر القادة البارزين في الحرب العالمية الأولى.
حين قررت دول الحلفاء شن هجوم عام على دول الائتلاف الثلاثي في صيف 1916، تعهدت الحكومة الروسية القيام بهجوم عام على القوات الألمانية النمساوية المقابلة لها في منتصف حزيران تخفيفاً للضغط الواقع على القوات الفرنسية في فردان. وشرع بروسيلوف في الإعداد لهذا الهجوم في سرية تامة. واعتمد على أسلوب مبتكر في خرق الدفاع على أكثر من اتجاه خلافاً للأسلوب الذي كانت تتبعه القوات الإنكليزية والفرنسية بخرق الدفاع على اتجاه واحد، وبهذا حقق التمويه العملياتي للاتجاه الرئيسي. ومع أن الجبهة الروسية الجنوبية الغربية لم تكن متفوقة عدداً بنسبة كبيرة على القوات النمساوية ـ الألمانية المواجهة لها فقد حققت تفوقاً كبيراً في القوى والوسائط على قطاعات الخرق، إلا أن الهزيمة التي مني بها الجيش الإيطالي في أوائل شهر أيار 1916 دفعت الحلفاء إلى الطلب من روسية تسبيق موعد الهجوم تضامناً مع إيطالية. وتلبية لهذا الطلب وافقت القيادة الروسية على أن تبدأ الجبهة الجنوبية الغربية الهجوم في 22 أيار أي قبل أسبوعين من الموعد المقرر. وتمكن بروسيلوف من إنجاز الاستعدادات لهذا الهجوم في المهلة المحددة، وحين توجه إلى القيادة للاستئذان ببدء الهجوم أبلغه رئيس الأركان العليا الجنرال «ألكسييف» قرار القيصر تأجيل العملية من دون مسوغ تحت تأثير حاشيته، وحيل بينه وبين مقابلته. فقرر بروسيلوف بدء الهجوم على مسؤوليته وتمكن من خرق دفاع القوات النمساوية ـ الألمانية على جبهة بطول 550 كم وبعمق 80 -150 كم. وكان ثمن هذا الانتصار نصف مليون جندي روسي في مقابل مليون ونصف مليون جندي نمساوي ـ ألماني وفيهم أكثر من 400,000 أسير. واضطرت القيادة النمساويةـ الألمانية إلى نقل قواتها الرئيسية إلى الجبهة الروسية والانتقال إلى الدفاع على باقي الجبهات، الأمر الذي خفف الضغط عن قوات الحلفاء. وبسبب تأخر الجبهات الروسية الأخرى عن الاشتراك في القتال، اضطر بروسيلوف إلى التوقف والتحول إلى الدفاع.

## روسيا السوفيتية
بعد ثورة شباط 1917 البرجوازية قررت الحكومة المؤقتة في روسية متابعة الحرب، واختير بروسيلوف قائداً أعلى للقوات المسلحة ثم مستشاراً لتلك الحكومة. وبعد ثورة أكتوبر الاشتراكية 1917 رفض بروسيلوف عروض رجال الحرس الأبيض لتولي قيادة القوات المناوئة للثورة، وأصيب إبان هذه الأحداث بجرح بليغ في ساقه. وانضم في عام 1920 إلى الجيش الأحمر، وقاد الحرب على بولندا، عين بعدها رئيساً للمجلس الخاص التابع للقيادة العامة. وفي العام 1923 عين مفتشاً عاماً لسلاح الفرسان في الجيش الأحمر ثم عضواً في المجلس الثوري العسكري حتى نهاية خدمته.
ترك بروسيلوف كتاباً بعنوان «مذكراتي» تحدث فيه عن أحداث الحرب العالمية الأولى، ونُشر بعد وفاته عام 1929، وترجم إلى الإنكليزية عام 1930 بعنوان «كراسة جندي».

## روابط خارجية
- ألكسي بروسيلوف على موقع الموسوعة البريطانية (الإنجليزية)